# Río Pejerreyes
El río Pejerreyes es un curso natural de agua que fluye en la isla Wellington y desemboca en el estero Antrim, al noreste de la caleta Elena.: 646 

## Historia
Luis Risopatrón lo describe brevemente en su Diccionario Jeográfico de Chile de 1924:
Pejerreyes (Rio). 49° 43' 74° 28' Afluye del N W a la costa N del estero de Antrim, de la isla Wellington, al N E de la caleta Elena. 1, vi, carta 16.

## Población, economía y ecología
Se encuentra dentro del parque nacional Bernardo O'Higgins.